# Pinguicula nivalis
Pinguicula nivalis este o specie de plante carnivore din genul Pinguicula, familia Lentibulariaceae, ordinul Lamiales, descrisă de Luhrs și Amp; Lampard. Conform Catalogue of Life specia Pinguicula nivalis nu are subspecii cunoscute.